# Ringstrecke Bordeaux
| Empfangsgebäude des Bahnhofs Caudéran-Mérignac |                      | | |
| Streckennetz rund um die Stadt Bordeaux |                      | | |
| Streckennummer (SNCF): | 586 000              | | |
| Kursbuchstrecke (SNCF): | 405                  | | |
| Streckenlänge: | 16,8 km              | | |
| Spurweite: | 1435 mm (Normalspur) | | |
| Stromsystem: | 1,5 kV =             | | |
| Zweigleisigkeit: | ja                   | | |
| |                      | | |
| \| \| \| Bahnstrecke Paris–Bordeaux von Paris-Austerlitz Bahnstrecke Chartres–Bordeaux von Niort \| \| \| \| \| \| \| \| \| \| Straßenbahn Bordeaux, Linie C, D von s. u. \| \| \| \| 0,0 \| Bordeaux-Saint-Jean \| 7 m \| \| \| ~0,3 \| Linie C, D Richtung Villenave-d’Ornon \| Linie C, D Richtung Villenave-d’Ornon \| \| \| \| Bahnstrecke Bordeaux–Sète nach Toulouse \| \| \| \| ~2,3 \| Boulevard Président Franklin Roosevelt \| Boulevard Président Franklin Roosevelt \| \| \| 4,0 \| von Bordeaux-Ségur (ehem. Bordeaux–La Teste) \| von Bordeaux-Ségur (ehem. Bordeaux–La Teste) \| \| \| 4,2 \| Talence-Médoquine ab Sept. 2025 \| 22 m \| \| \| \| \| \| \| \| \| Bahnstrecke Bordeaux–Irun nach Hendaye (Abzw. Médoquine) \| \| \| \| \| \| \| \| \| 6,1 \| bzw. von dort (Abzw. Échoppes) \| bzw. von dort (Abzw. Échoppes) \| \| \| \| \| \| \| \| 7,6 \| Mérignac-Arlac / Fontaine d’Arlac der Straßenbahn Bordeaux, Linie A \| Mérignac-Arlac / Fontaine d’Arlac der Straßenbahn Bordeaux, Linie A \| \| \| \| \| \| \| \| 9,3 \| Caudéran-Mérignac \| 30 m \| \| \| \| \| \| \| \| 13,0 \| Le Bouscat Sainte-Germaine seit Juni 2023 Sainte-Germaine der Linie D \| Le Bouscat Sainte-Germaine seit Juni 2023 Sainte-Germaine der Linie D \| \| \| \| \| \| \| \| \| \| \| \| \| ~13,6 \| Bahnstrecke Bordeaux-St-Louis–Pointe de Grave nach Pointe de Grave (Abzw. Bonnaous) und Linie C von Blanquefort (Abzw. La Vache) \| Bahnstrecke Bordeaux-St-Louis–Pointe de Grave nach Pointe de Grave (Abzw. Bonnaous) und Linie C von Blanquefort (Abzw. La Vache) \| \| \| \| \| \| \| \| ~14,8 \| La Vache \| La Vache \| \| \| \| Abzw. Béquigneaux \| \| \| \| 15,9 \| Ravezies (1968–2012) \| 5 m \| \| \| 16,1 \| Place Ravezies; Linie C Richtung Bf St-Jean \| Place Ravezies; Linie C Richtung Bf St-Jean \| \| \| 16,8 \| Bordeaux-Saint-Louis (bis 1968) \| 5 m \| \| \| \| Bordeaux-Docks \| \| |                      | | |
| |                      | Bahnstrecke Paris–Bordeaux von Paris-Austerlitz Bahnstrecke Chartres–Bordeaux von Niort                                          | |
| |                      | | |
| U-Bahn-Strecke von rechts und von halblinks |                      | Straßenbahn Bordeaux, Linie C, D von s. u.                                                                                       | Straßenbahn Bordeaux, Linie C, D von s. u.                                                                                       |
| U-Bahn-Bahnhof · Bahnhof | 0,0                  | Bordeaux-Saint-Jean | 7 m |
| U-Bahn-Strecke nach links und nach rechts | ~0,3                 | Linie C, D Richtung Villenave-d’Ornon                                                                                            | Linie C, D Richtung Villenave-d’Ornon                                                                                            |
| Abzweig geradeaus, nach links und von links |                      | Bahnstrecke Bordeaux–Sète nach Toulouse                                                                                          | Bahnstrecke Bordeaux–Sète nach Toulouse                                                                                          |
| Strecke mit Straßenbrücke | ~2,3                 | Boulevard Président Franklin Roosevelt                                                                                           | Boulevard Président Franklin Roosevelt                                                                                           |
| | 4,0                  | von Bordeaux-Ségur (ehem. Bordeaux–La Teste)                                                                                     | von Bordeaux-Ségur (ehem. Bordeaux–La Teste)                                                                                     |
| Bahnhof | 4,2                  | Talence-Médoquine ab Sept. 2025                                                                                                  | 22 m |
| |                      | | |
| Strecke nach links und von links |                      | Bahnstrecke Bordeaux–Irun nach Hendaye (Abzw. Médoquine)                                                                         | Bahnstrecke Bordeaux–Irun nach Hendaye (Abzw. Médoquine)                                                                         |
| |                      | | |
| | 6,1                  | bzw. von dort (Abzw. Échoppes)                                                                                                   | bzw. von dort (Abzw. Échoppes)                                                                                                   |
| |                      | | |
| Turmhaltepunkt mit U-Bahn-Strecke quer geradeaus oben | 7,6                  | Mérignac-Arlac / Fontaine d’Arlac der Straßenbahn Bordeaux, Linie A                                                              | Mérignac-Arlac / Fontaine d’Arlac der Straßenbahn Bordeaux, Linie A                                                              |
| |                      | | |
| Haltepunkt / Haltestelle | 9,3                  | Caudéran-Mérignac | 30 m |
| |                      | | |
| Turmhaltepunkt mit U-Bahn-Strecke quer geradeaus oben | 13,0                 | Le Bouscat Sainte-Germaine seit Juni 2023 Sainte-Germaine der Linie D                                                            | Le Bouscat Sainte-Germaine seit Juni 2023 Sainte-Germaine der Linie D                                                            |
| |                      | | |
| |                      | | |
| Abzweig ehemals geradeaus, nach links und von links | ~13,6                | Bahnstrecke Bordeaux-St-Louis–Pointe de Grave nach Pointe de Grave (Abzw. Bonnaous) und Linie C von Blanquefort (Abzw. La Vache) | Bahnstrecke Bordeaux-St-Louis–Pointe de Grave nach Pointe de Grave (Abzw. Bonnaous) und Linie C von Blanquefort (Abzw. La Vache) |
| |                      | | |
| U-Bahn-Haltepunkt / Haltestelle | ~14,8                | La Vache | La Vache |
| |                      | Abzw. Béquigneaux | |
| Bahnhof · U-Bahn-Strecke | 15,9                 | Ravezies (1968–2012) | 5 m |
| Kreuzung · Abzweig geradeaus und nach rechts | 16,1                 | Place Ravezies; Linie C Richtung Bf St-Jean                                                                                      | Place Ravezies; Linie C Richtung Bf St-Jean                                                                                      |
| Kopfbahnhof Streckenende · Dienststation / Betriebs- oder Güterbahnhof | 16,8                 | Bordeaux-Saint-Louis (bis 1968)                                                                                                  | 5 m |
| Betriebs-/Güterbahnhof Streckenende |                      | Bordeaux-Docks | Bordeaux-Docks |

Die Ringstrecke Bordeaux (französisch Ceinture de Bordeaux) ist eine Eisenbahnverbindung in Bordeaux, die die beiden innerstädtischen Bahnhöfe Saint-Jean und Saint-Louis miteinander verband. Heute hat sie nur noch eine Verteilfunktion zu den an diese Bahnhöfe angeschlossenen Strecken. Sie ist vollständig zweigleisig und elektrifiziert und soll nach vollem Ausbau des RER (S-Bahn)-Netzes im Halbstundentakt bedient werden, wobei jede zweite Fahrt als Verstärker nach Macau direkt von Pessac (Richtung Arcachon und Irun) dazukommt.

## Geschichte
Die Strecke wurde 1917 von der Compagnie des chemins de fer du Midi (Midi) zunächst eingleisig gebaut, aber bereits fünf Jahre später auf zwei Gleise erweitert. Sie stellte damals einen wichtigen Lückenschluss zwischen den beiden innerstädtischen Bahnhöfen, aber auch innerhalb des eigenen Streckennetzes der Midi dar. 1925 wurde das neue, in moderner Stahlbeton-Bauweise errichtete Empfangsgebäude des Bahnhofs Saint-Louis fertiggestellt. Vier der sieben überdachten Gleise bedienten die Züge der Ringbahn, die über die Abzweigung Échoppes auch gen Südwesten bis ins 50 Kilometer entfernte Biganos an der Strecke nach Dax geführt wurden.
Bereits im Sommer 1934 wurde die Strecke, zusammen mit der Bahnstrecke Bordeaux-St-Louis–Pointe de Grave, elektrifiziert. Für diese beiden Strecken waren mit dem Bau einer Pier in Le Verdon-sur-Mer große Pläne in Vorbereitung, denen jedoch durch den Kriegsverlauf ein jähes Ende bereitet wurde. Nach dem Zweiten Weltkrieg war die große Ära der Dampfschifffahrt vorbei und damit auch die schnelle Zugverbindung zu einem Mündungshafen am Atlantik obsolet.

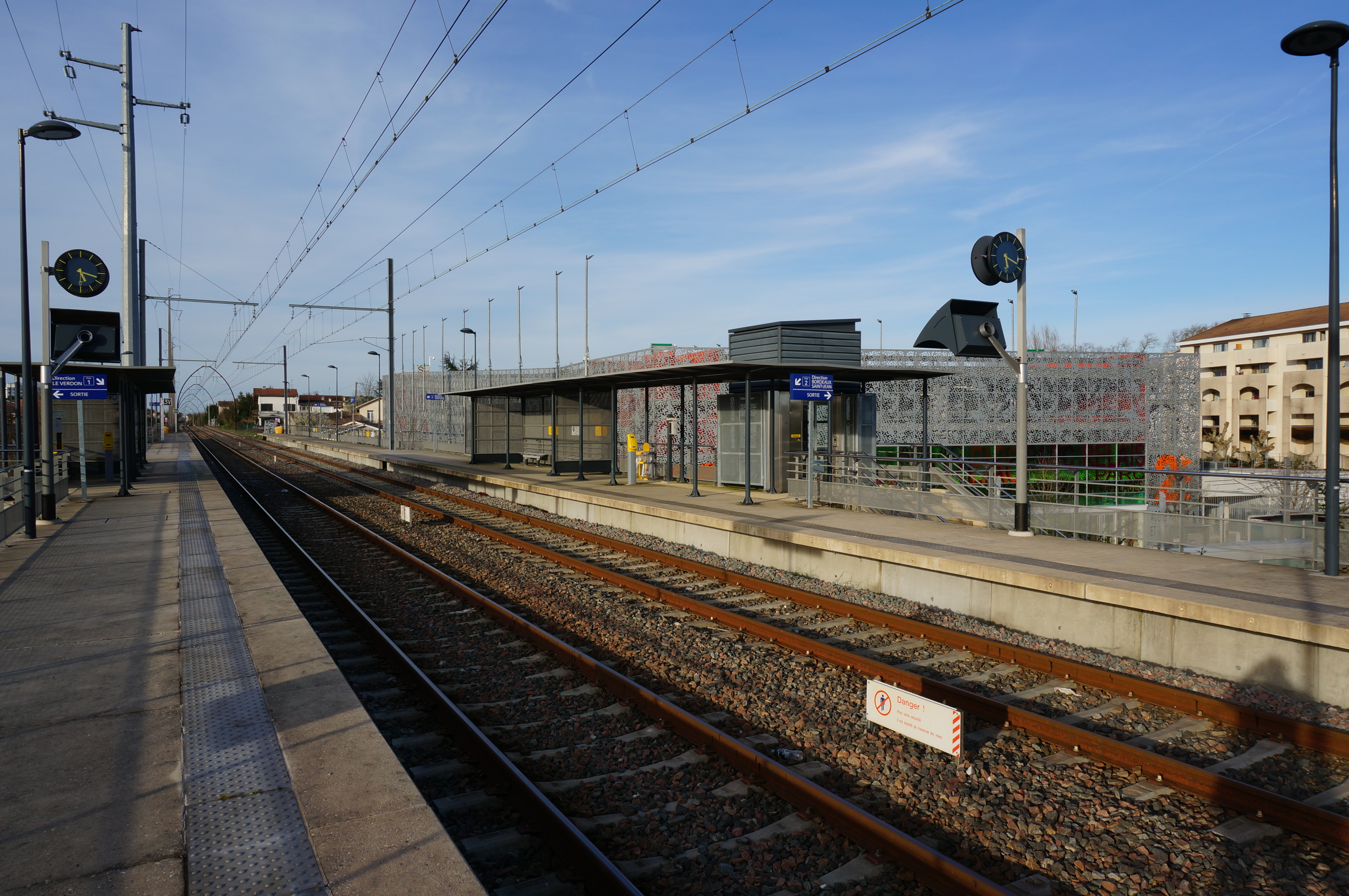
Bahnhof Mérignac-Arlac

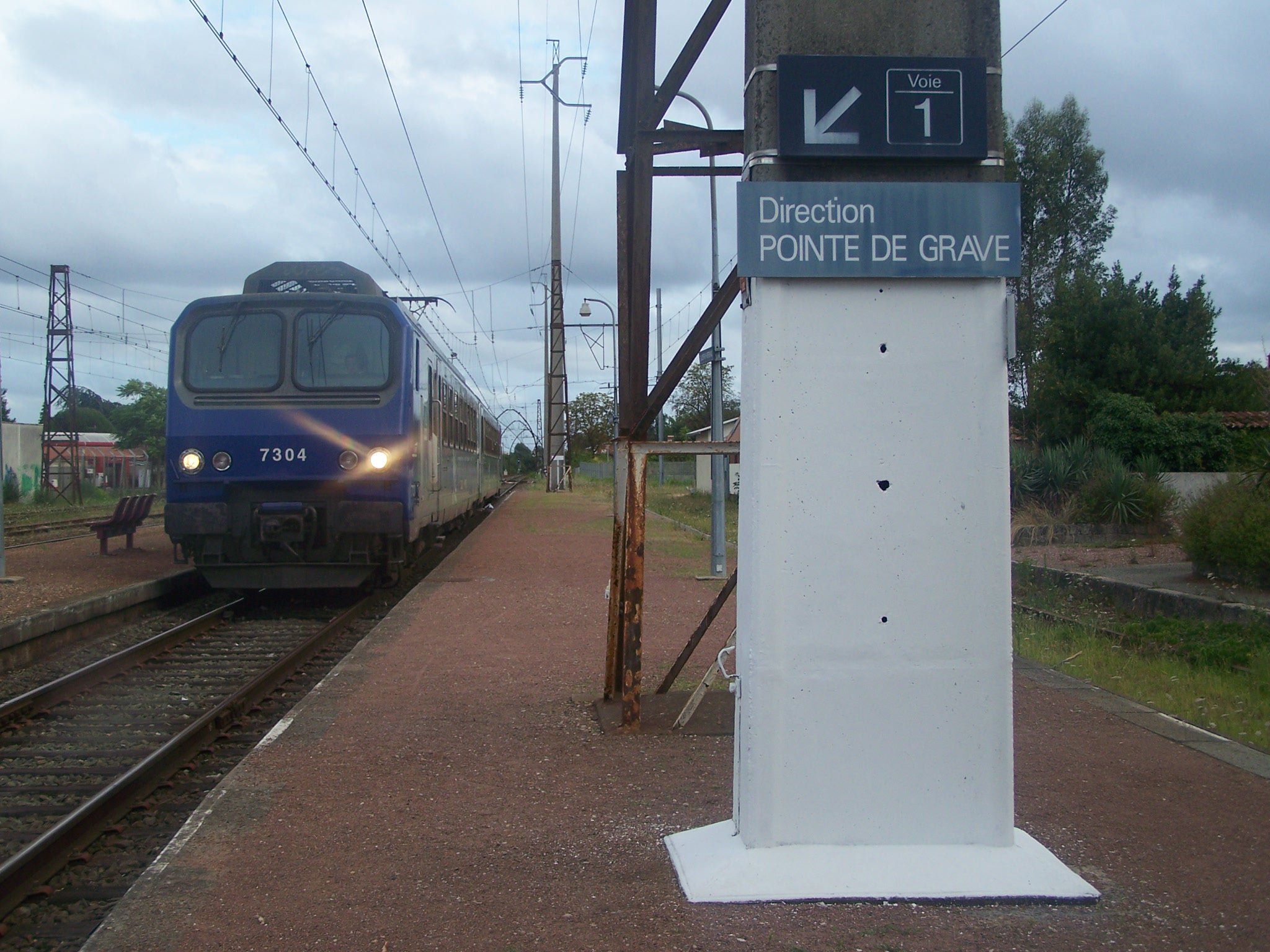
Einfahrt eines Zugs nach Le Verdon-sur-Mer in den Bahnhof Caudéran-Mérignac (2008)

Heute ist diese Strecke ein Teil der Nordweststrecke nach Pointe de Grave über Margaux und Lesparre-Médoc.